# 北京大兴国际机场高速公路
北京大兴国际机场高速公路（京津冀高速S3501，简称大兴机场高速）是连接北京市区和北京大兴国际机场的高速公路，位于京开高速公路与京台高速公路之间，是大兴国际机场外围“五纵两横”综合交通主干路网的重要组成部分，被誉为“新国门第一路”，一期工程五环至北线高速互通立交段于2019年7月1日正午12时开通。原名北京新机场高速公路，于2018年9月北京大兴国际机场正式定名后改为今名。大兴机场高速对带动北京城南发展、疏解非首都功能、辐射雄安新区、推动京津冀协同发展具有重要意义。

## 概况

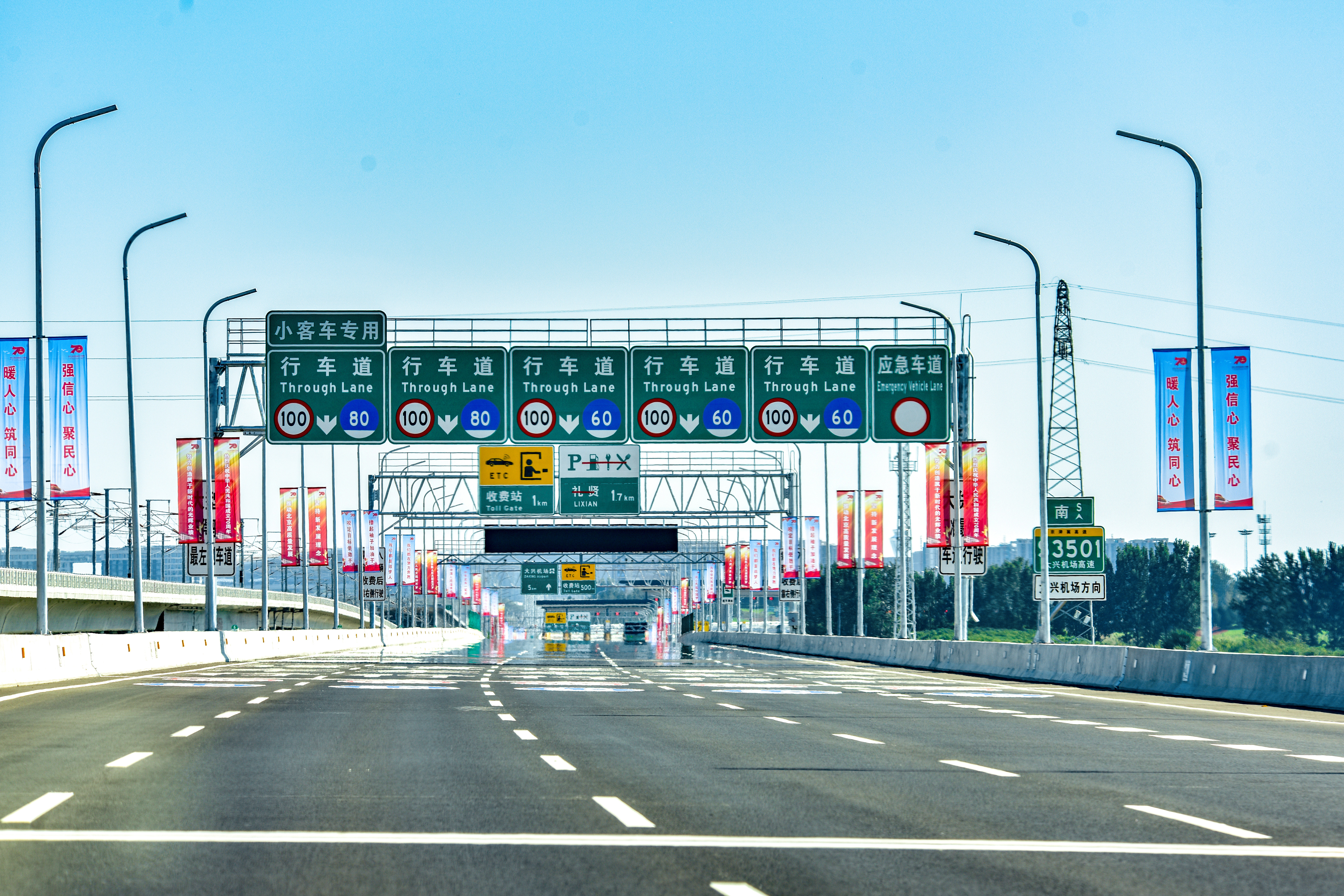
大兴机场高速距礼贤收费站1公里处

大兴机场高速由北京市基础设施投资有限公司投资、建设、运营。大兴机场高速一期工程从南五环团河桥东约450米处起，连接南六环、大兴机场北线后到达大兴国际机场北航站楼，与魏永路、庞安路等设有出入口立交，上跨京沪铁路，全长27.2公里，双向八车道，设计速度为每小时120公里，投资共约172.6亿元，于2016年8月方案获批，同年11月30日开工，2018年12月30日全线贯通，计划于2019年6月具备通车条件，实际于2019年7月1日正午开通，曾创下当年设计方案批复、当年立项批复、当年开工建设的纪录。大兴机场高速全线共桥梁36座，桥梁占比达到87%，于2018年12月由北京市规划和国土资源管理委员会公示命名。全线在南六环以北和大兴机场北线高速以南设有两个主线收费站。
大兴机场高速二期工程将从南五环北延伸至南四环公益东桥，与京良路东延等设有枢纽立交，全长8.5公里，双向六车道，设计速度为每小时80公里。规划经霸州、任丘延伸至德州。
大兴机场高速与地铁大兴机场线等有总长7.9公里、高约30米的路轨共构段，最上层为高速公路，中层是新机场线、下部为团河路和新机场地下综合管廊，在100米宽的市政交通走廊里集约布置了地铁、高铁、高速公路、团河路、综合管廊五项工程。路面在最上层沥青中特别添加了融雪材料，遇到下雪天气，高速公路上的积雪可以自动融化。
北京计划在2019年起实施新机场高速绿色通道建设工程，在大兴国际机场周边及大兴机场高速、京台高速等重要廊道两侧，再实施造林绿化1.17万亩，与此前造林地块连绵成片，总面积约22580亩。

## 出入口与沿线设施
| 地区                                                                                         | 里程 | 类型                              | 名称            | 连接         | 说明             |
| -------------------------------------------------------------------------------------------- | ---- | --------------------------------- | --------------- | ------------ | ---------------- |
| 北京市大兴区                                                                                 |      | (1)                               | 小白楼桥        | 北京五环路   |                  |
| 北京市大兴区                                                                                 |      | (2)                               | 团河行宫桥      | 兴亦路       |                  |
| 北京市大兴区                                                                                 |      | 主线收费站                        | 观音寺          | 观音寺       |                  |
| 北京市大兴区                                                                                 |      | (5)                               | 刘二村桥        | 北京六环路   |                  |
| 北京市大兴区                                                                                 |      | (10)                              | 通武线桥 前大营 | 通武线       |                  |
| 北京市大兴区                                                                                 |      | (16)                              | 庞安路桥 大狼垡 | 庞安路       |                  |
| 北京市大兴区                                                                                 |      | 枢纽                              | 东白疃桥        | 大兴机场北线 |                  |
| 北京市大兴区                                                                                 |      | 主线收费站                        | 礼贤南          | 礼贤南       |                  |
| 北京市大兴区                                                                                 |      | 停车场 · 加油设施 · 修车站 · 餐厅 | 礼贤            | 礼贤         |                  |
| 北京市大兴区                                                                                 |      | 出入口                            | 永兴河北路      | 永兴河北路   |                  |
| 北京市大兴区                                                                                 |      | 主线出入口                        | 大兴国际机场    | 大兴国际机场 | 北京大兴国际机场 |
| 1.000 英里 = 1.609 千米；1.000 千米 = 0.621 英里 并行路段 • 已关闭／取消 • 限制进入 • 未开放 |      |                                   |                 |              |                  |